# Alfred Nobel
Alfred Bernhard Nobel (pronuncia svedese [ˈǎlfrɛd ˈbæːɳhaɖ nʊˈbɛl] ; Stoccolma, 21 ottobre 1833 – Sanremo, 10 dicembre 1896) è stato un chimico, imprenditore e filantropo svedese. È noto per essere stato l'inventore della dinamite e l'ideatore e fondatore del premio Nobel.

## Biografia

### Origini e formazione

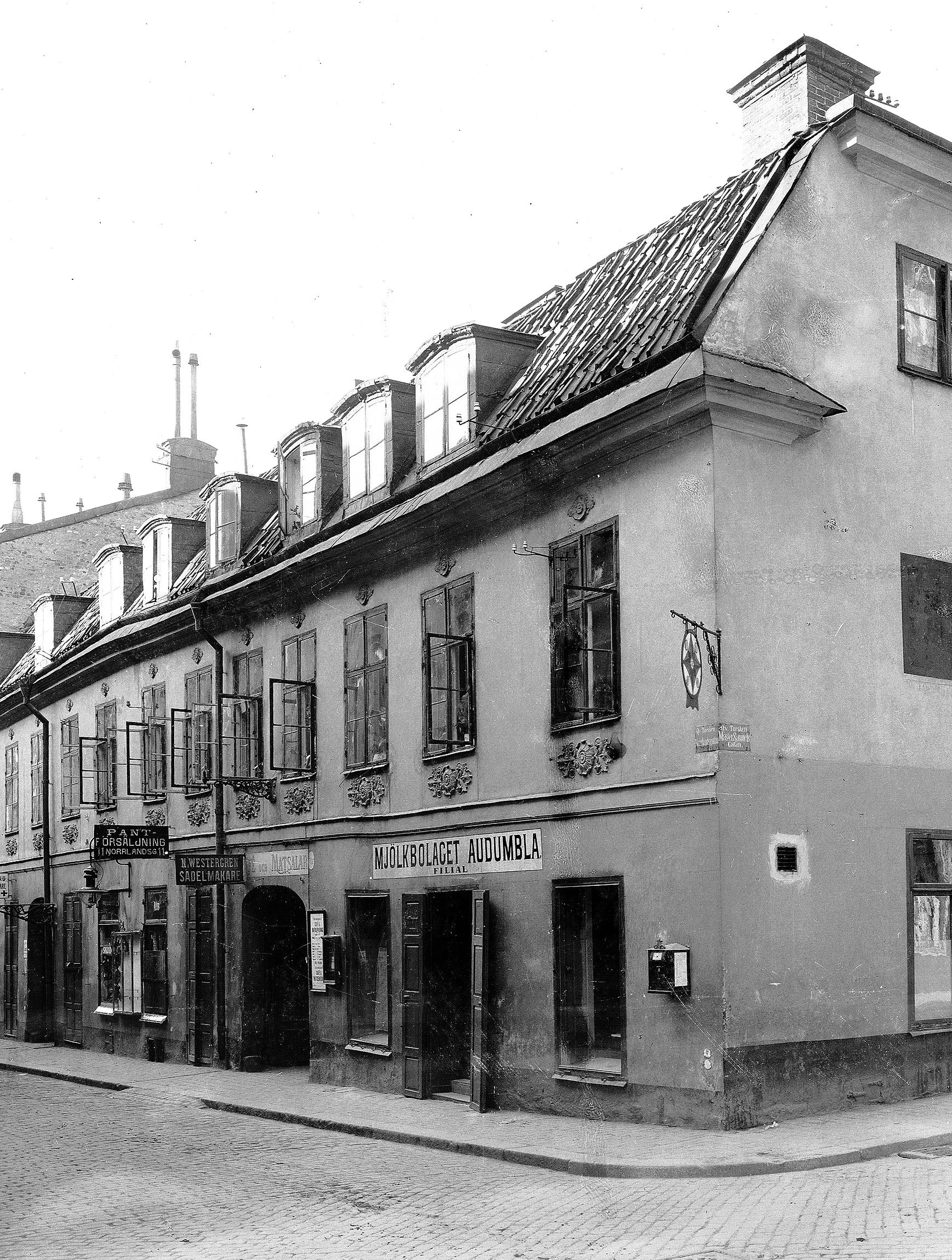
La casa dove è nato Alfred Nobel a Norrmalm in Stoccolma

Lontano discendente dello scienziato e scrittore svedese del XVII secolo Olaus Rudbeck e membro della famiglia Nobel (eminente dinastia di industriali svedesi), nacque da Immanuel Nobel, detto "il Giovane", a sua volta inventore e ingegnere, e da Karolina Ahlsell. Nel 1838, dopo una bancarotta, il padre si trasferì con moglie e figli a San Pietroburgo, dove riuscì a risollevare la situazione economica della famiglia, entrando nell'industria degli armamenti russi.
Alfred venne istruito privatamente ed eccelse soprattutto in lingue straniere e in chimica (ebbe come insegnante privato lo scienziato Zinin). All'epoca l'industria degli esplosivi era ferma alla polvere da sparo, ma erano già in atto promettenti esperimenti sui nitrati, ad esempio, il nitrobenzene, la nitronaftalina e l'acido picrico. Nel 1850 il giovane Alfred Nobel giunse a Parigi, dove frequentò i laboratori dello scienziato Théophile-Jules Pelouze e incontrò il professor Ascanio Sobrero, che pochi anni prima, nel 1847, aveva inventato la nitroglicerina. Nel 1852 si stabilì negli Stati Uniti, dove perfezionò gli studi chimici, collaborando con l'ingegnere minerario Ericsson e brevettando qui anche il primo contatore a gas; nel frattempo in Russia l'azienda del padre si accingeva a costruire gli armamenti per la guerra di Crimea. Di estrema importanza furono gli investimenti della famiglia Nobel presso Baku, nell'attuale Azerbaigian.
L’estrazione della nafta e la conseguente raffinazione rese i Nobel uno dei primi magnati dell'industria petrolifera.

### L'invenzione della dinamite
Tornato in Europa nel 1856, Nobel brevettò una serie di perfezionamenti per le bombe. Nel 1863 inventò un primo detonatore relativamente sicuro. Due anni dopo, nel 1865, Nobel inventò un detonatore migliorato chiamato "capsula detonante" (blasting cap); consisteva in una piccola capsula metallica contenente una carica di fulminato di mercurio che poteva essere fatta esplodere sia per urto sia per calore moderato. L'invenzione della capsula detonante inaugurò l'uso moderno degli esplosivi ad alto potenziale.
Il 3 settembre 1864 Emil, il fratello più giovane, perse la vita durante una grave esplosione nel capannone-laboratorio. Nei mesi successivi accaddero altri incidenti meno gravi con la nitroglicerina, finché Alfred, in uno stabilimento di Geesthacht, in Germania, riuscì a perfezionarne l'uso attraverso una polvere inerte composta da farina fossile e poi anche di semplice segatura compressa, rendendo l'esplosivo più maneggevole, solido e stabile. Nacque così la dinamite, il cui brevetto però venne depositato soltanto all'inizio del 1867. L'invenzione gli consentì di aprire presto società e laboratori in una ventina di paesi; uno dei più grandi stabilimenti si trovava in Italia, presso la località Valloja di Avigliana, nelle vicinanze di Torino. Socio francese di Nobel e suo rappresentante in Francia fu l'abile imprenditore e politico francese Paul Barbe, assai più spregiudicato dell'inventore. 
Assommando la disponibilità dei suoi allora 360 brevetti industriali, Nobel diventò un ricco imprenditore. Acquistò anche la grande industria svedese Saab Bofors Dynamics e riconobbe una parte di paternità dell'invenzione della dinamite al collega chimico piemontese Sobrero, intestandogli un vitalizio. Dopo la morte del padre Nobel continuò sia i suoi affari sia i suoi esperimenti: nel 1875 inventò la gelignite, esplosivo gelatinoso ancor più stabile e potente della dinamite, e nel 1887 brevettò la balistite, base della futura cordite.

### L'istituzione del Premio Nobel
Una consigliera critica sull'utilizzo della dinamite a scopo bellico fu la segretaria di Nobel, la pacifista Bertha von Suttner.
Nel 1888 il fratello di Alfred, Ludvig, morì mentre si trovava a Cannes. A causa dell’omonimia, un giornale francese pubblicò per errore il necrologio della morte di Alfred, condannandolo aspramente per l'invenzione della dinamite. Il necrologio, intitolato Il mercante di morte è morto (Le marchand de la mort est mort), recitava: "Alfred Nobel, che divenne ricco trovando il modo di uccidere il maggior numero di persone nel modo più veloce possibile, è morto ieri".
A seguito di questo episodio, Nobel iniziò a preoccuparsi di come sarebbe stato ricordato dopo la morte e maturò la decisione di lasciare un'eredità migliore. Perciò il 27 novembre 1895 sottoscrisse il suo famoso testamento, con il quale istituì i riconoscimenti ora noti come premi Nobel. Il patrimonio stimato di Alfred Nobel si aggirava intorno ai trenta milioni di corone svedesi, corrispondente a circa 180 milioni di euro odierni.

### Gli ultimi anni e la morte
Filantropo nella più classica delle accezioni, negli ultimi anni Alfred Nobel fu sinceramente tormentato in coscienza dalle possibili applicazioni belliche e distruttive delle sue scoperte. In tale contesto contraddittorio istituì il premio Nobel, che rese immortale il suo nome, per stimolare la ricerca nei campi che illuminano e aiutano l'essere umano a vivere degnamente. Ebbe anche delle velleità letterarie: scrisse infatti un certo numero di poesie e drammi e pensò anche di dedicarsi esclusivamente a questa attività. Non si sposò mai, anche se dal 1876 circa amò profondamente l'austriaca Sofie Hess.
Nel 1896 Nobel morì per un'emorragia cerebrale in Italia, nella sua villa sulla Riviera ligure, precisamente a Sanremo. Il suo corpo fu restituito alla Svezia, dove riposa al Norra begravningsplatsen, cimitero di Stoccolma.